# Латерна магика
Латерна магика је назив мултилатералног позоришта у Прагу. Принцип је комбинација позоричног наступа са звуком и филмском сликом. Настало је 1958. године после изложбе „EXPO 58“ у Бриселу. Назив евоцира на први једноставни апарат за емитовање филма.

## Принцип Латерне магике
Латерна магика заилази у широки спектар средстава, јер је свака представа заснована на другачијем принципу спајања позорнице и слике. Ова веза се бележи претежно у два нивоа; први се спроводи опробаним триковима преласка из платна на сцену који су увек поново тражени и ствара специфичан и зауживани знак овога позоришта и други начин спајања медија које води пре ка схватању позоришта као синтезе позоришне имагинације форми и слика.
После оснивања ове сцене у Прагу ту ради цео ред значајних уметничких личности режисера, кореографа, драматурга, ликовних уметника, музичких композитора као нпр. Рудолф Рокл, Здењек Малер, Милош Форман и многи други не мање важни.